# Манцурово (Ярославская область)
Манцурово — деревня Артемьевского сельского округа Артемьевского сельского поселения Тутаевского района Ярославской области .
Манцурово находится на юге сельского поселения, с северной стороны вблизи железной дороги Ярославль—Рыбинск на участке между станциями Клинцево и Ваулово. Станция Клинцево находится примерно в 2 км к юго-востоку от Манцурово. На расстоянии около 2 км к северу от Манцурово находится деревня Ильинское, бывшая ранее центром сельского прихода. К северо-западу от деревни находится исток речки Талица, левого притока реки Печегда. Талица вблизи Манцурово пересекает железную дорогу под мостом. Около деревни находится геодезический знак с отметкой высоты 141,5 м .
Село Мансурово указано на плане Генерального межевания Борисоглебского уезда 1792 года. В 1825 Борисоглебский уезд был объединён с Романовским уездом. По сведениям 1859 года село относилось к Романово-Борисоглебскому уезду . 
На 1 января 2007 года в деревне Манцурово числился 1 постоянный житель . По карте 1975 г. в деревне жило 8 человек. Почтовое отделение, находящееся в городе Тутаев, обслуживает в деревне Манцурово 5 домов .